# 751 v.Chr.
Het jaar 751 v.Chr. is een jaartal volgens de christelijke jaartelling.

## Gebeurtenissen

### Assyrië
- Koning Assur-nirari V voert om gezondheidsredenen geen veldtocht.